# Al Karāmah
Al Karāmah är en ort i Jordanien.   Den ligger i guvernementet Balqa, i den norra delen av landet, 30 km väster om huvudstaden Amman. Antalet invånare är 9 384.
Terrängen runt Al Karāmah är kuperad åt nordost, men åt sydväst är den platt. Terrängen runt Al Karāmah sluttar västerut. Runt Al Karāmah är det ganska tätbefolkat, med 248 invånare per kvadratkilometer. Närmaste större samhälle är As Salţ, 17,0 km nordost om Al Karāmah. Trakten runt Al Karāmah är ofruktbar med lite eller ingen växtlighet.